# Rucervus schomburgki
El ciervo de Schomburgk (Rucervus schomburgki), llamado nuar sa mun en su área de origen, es un miembro recientemente extinto de la familia Cervidae, originalmente endémico de las llanuras de Tailandia central. Su nombre científico fue acuñado como homenaje a Robert Hermann Schomburgk, cónsul británico en Bangkok entre 1857 y 1864.
El hábitat original de esta especie se encontraba en las planicies pantanosas de Tailandia, donde vagaba en pequeños grupos alimentándose de hierbas, frutos, juncos y plantas arbustivas; por otra parte, evitaba los bosques cerrados. A partir de la segunda mitad del siglo XIX comenzó a extenderse el cultivo de grandes cantidades de arroz en las tierras pantanosas del interior del país, lo que llevó a la destrucción total del medio natural del ciervo de Schomburgk. La caza, motivada por su carne, piel y cuernos, no se realizó en grandes cantidades (entre 1870 y la fecha de extinción apenas se exportaron unos 200), aunque es probable que hiciera resentirse la población porque esta sería para entonces de pequeño tamaño. Se estima que la última manada salvaje desapareció en 1932. En 1938 murió el último ejemplar, un macho mantenido como mascota en un templo budista, al ser tiroteado por un lugareño borracho. Los programas de cría en templos tailandeses y zoos de Alemania y Francia desde 1870 no tuvieron éxito a largo plazo.
En 1991 se descubrió una cornamenta de esta especie en una tienda de medicina tradicional china situada en Laos. Laurent Chazée, agrónomo de las Naciones Unidas, las identificó posteriormente al compararlas con las viejas y escasas fotografías que existen sobre los ejemplares criados en Europa a finales del siglo XIX. Esto ha llevado a algunas personas a proponer una posible supervivencia del ciervo de Schomburgk en Laos, cosa que por el momento no ha podido probarse.